# PayPal
PayPal Holdings, Inc. es una empresa estadounidense de alcance mundial que opera un sistema de pagos en línea que soporta transferencias de dinero entre usuarios y sirve como una alternativa electrónica a los métodos de pago tradicionales como cheques y giros postales. PayPal es una de las mayores compañías de pago por Internet del mundo. La compañía opera como un procesador de pagos para vendedores en línea, sitios de subastas y otros usuarios comerciales en línea e incluso comercios físicos, por lo que cobra un porcentaje de comisión y tarifa.
Fundada en 1998, PayPal tuvo su OPV en 2002, y convirtiéndose en una filial propiedad de eBay ese mismo año.
Su sede principal se encuentra en San José (California, Estados Unidos), su centro de operaciones se encuentra en Omaha (Nebraska, Estados Unidos) y el centro de operaciones para la Unión Europea se encuentra en Dublín (Irlanda).

## Historia

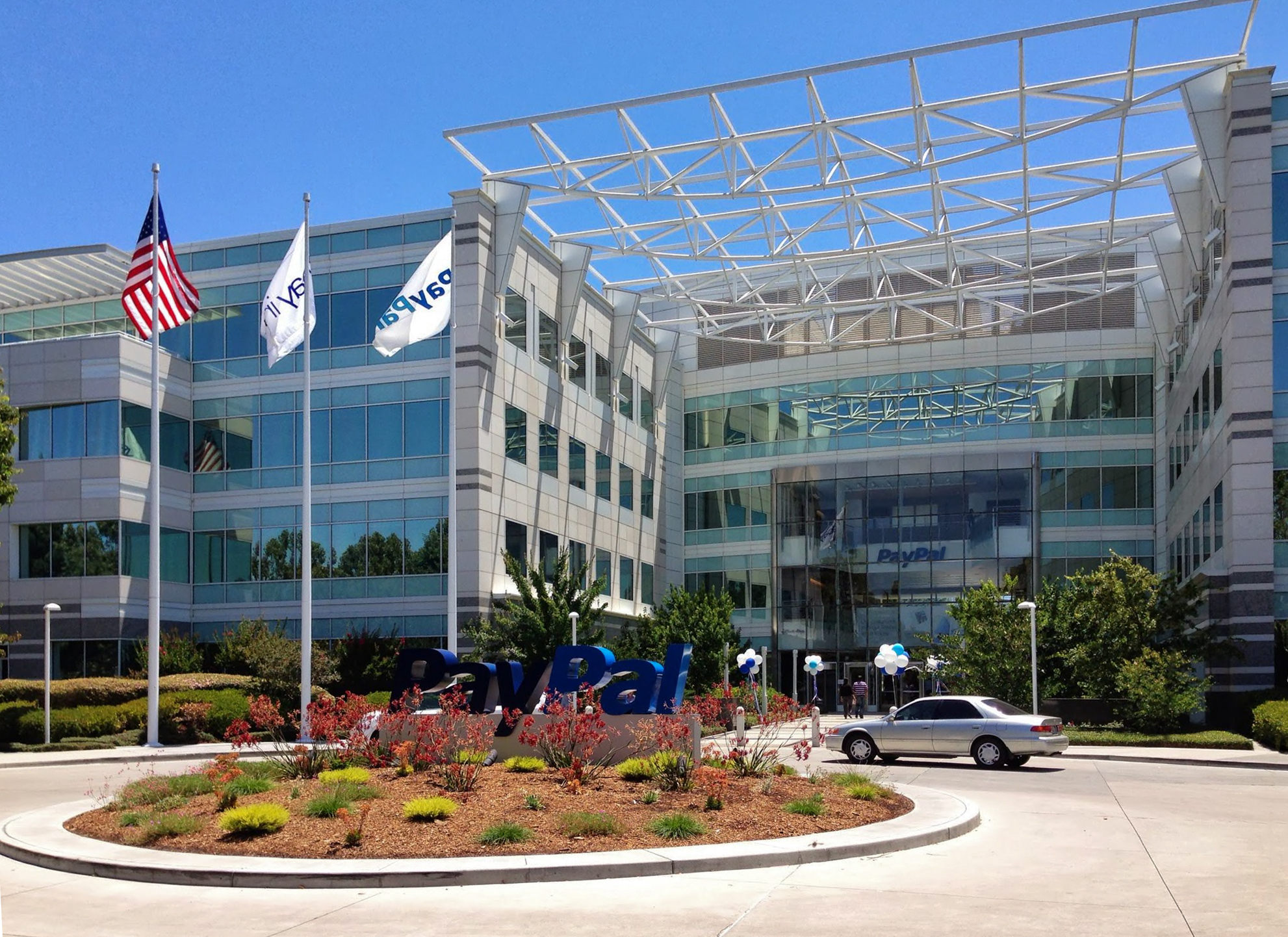
Sede de PayPal en San José (California)

Fue fundado inicialmente bajo el nombre de Confinity en 1998 por Max Levchin, Peter Thiel, Luke Nosek y Ken Howery. En marzo de 2000, Confinity se fusionó con X.com, una compañía de banca en línea fundada por Elon Musk. Después de su fusión con X.com, en 2001 fue renombrado PayPal.
Una de sus primeras sedes fue la 165 University Avenue en Palo Alto, California, donde comenzaron varias empresas de Silicon Valley. En principio, PayPal era un servicio para transferencias de dinero vía PDAs. Pero el pago en la web se convirtió en un negocio más apetecible. Una agresiva campaña de mercadotecnia ofreciendo primero 10 dólares y luego 5 dólares por registrarse en el sistema, provocó que el crecimiento fuese meteórico: entre un 7 y un 10% al día entre enero y marzo de 2000.
eBay compró PayPal en octubre de 2002, por la suma de 1,5 mil millones de euros, cuando ya era el método de pago usado por más del 50% de los usuarios de eBay, y el servicio competía con el sistema propio de eBay, BillPoint.
Su último competidor activo fue BidPay, que cerró el 31 de diciembre de 2005 y relanzado en el 2006 bajo la tutela de Cyber Source, después de que el servicio de Citibank fuera cerrado en 2003 y el servicio de Yahoo!, PayDirect fuera cerrado en 2004.
En 2014, PayPal movió 228 mil millones de dólares en 26 monedas distintas a través de más de 190 países, lo que generó un ingreso total, 7.9 mil millones de dólares (44% de las ganancias totales de eBay). Ese mismo año, eBay anunció los planes de separación de PayPal en una compañía independiente a mediados de 2015 y se completó el 18 de julio de 2015.
En septiembre de 2015, la compañía lanzó su propia plataforma de pagos peer-to-peer llamada PayPal.me (con el dominio de internet .me, en relación con el pronombre personal tónico (objeto) «mí» en inglés), en el que permite que los usuarios creen una cuenta de usuario, con una foto de perfil y una dirección URL personalizada, con el propósito de aumentar las medidas de seguridad e identificación, para que los usuarios puedan ver a quién están pagando o cobrando. Ese mismo año, PayPal adquirió la compañía Xoom, dedicada exclusivamente al envío de remesas, convirtiéndola en una de sus filiales para competir en ese mercado de envíos de dinero.
Actualmente sus competidores más cercanos son Neteller, AlertPay, Moneybookers, Payoneer Inc., Google Pay, Apple Pay, Wallbit y MercadoPago (en Latinoamérica). Alipay, medio de pago en línea de Alibaba Group, ha podido superar a PayPal y Apple Pay como plataforma de pago móvil.

Monograma de PayPal 2024 utilizado desde el 17 de septiembre de 2024.

En junio de 2020 se dio conocer que esta empresa estaba interesada en iniciar operaciones con criptomonedas por lo cual ya había comenzado conversaciones con los principales exchange de criptomonedas como Kraken y Coinbase, se habla de ofrecer directamente la venta de criptoactivos a una cartera de más de 30 millones de personas.
En junio de 2025, PayPal anunció la expansión de su stablecoin PayPal USD (PYUSD) a la blockchain de Stellar, además de su disponibilidad previa en Ethereum. Esta integración busca ofrecer transacciones más rápidas y económicas, especialmente orientadas a pequeñas y medianas empresas, así como mejorar la eficiencia de pagos internacionales y remesas. El movimiento fue posible tras recibir la aprobación del Departamento de Servicios Financieros del Estado de Nueva York, lo que refuerza la apuesta de PayPal por ampliar su ecosistema de pagos digitales mediante tecnología blockchain.

## Finanzas
Para el año fiscal 2017, PayPal reportó ganancias de US$1.795 millones, con un ingreso anual de US$13.094 millones, un aumento de 20,8% sobre el ciclo fiscal anterior. Las acciones de PayPal se negociaban a más de 55 dólares por acción, y su capitalización bursátil estaba valorada en más de 98.200 millones de dólares en octubre de 2018.
| Año  | Ingresos en millones USD$ | Resultado neto en millones USD$ | Activos Totales en millones USD$ | Precio por acción en USD$ | Empleados |
| ---- | ------------------------- | ------------------------------- | -------------------------------- | ------------------------- | --------- |
| 2012 | 5.662                     | 778                             | --                               | --                        | --        |
| 2013 | 6.727                     | 955                             | 19.160                           | --                        | --        |
| 2014 | 8.025                     | 419                             | 21.917                           | --                        | --        |
| 2015 | 9.248                     | 1.228                           | 28.881                           | --                        | 16.800    |
| 2016 | 10.842                    | 1.401                           | 33.103                           | 38,26                     | 18.100    |
| 2017 | 13.094                    | 1.795                           | 40.774                           | 55,86                     | 18.700    |

## Funcionamiento y operativa

Antiguo logotipo de PayPal, utilizado hasta el 17 de septiembre de 2024.

No se puede considerar PayPal como un banco, por lo que no se rige por las mismas leyes que las entidades bancarias. A pesar de esto, PayPal tiene que obedecer las reglas del Departamento del Tesoro de los Estados Unidos y de la Autoridad de Servicios Financieros de la Unión Europea. Algunas de las reglas son para evitar el lavado de dinero y las transacciones no autorizadas (Reg E).
A diferencia de las entidades bancarias tradicionales, donde el cliente recibe una rentabilidad por tener su dinero depositado en su cuenta, PayPal no ofrece ningún interés por este concepto.
Hay que destacar que PayPal dispone de una política de protección al comprador, de hasta 2500 USD (o equivalente en otra moneda), donde se cubren problemas de "Artículo no recibido" o de "Artículo muy distinto al descrito", incluyendo no solo el precio del artículo sino también los gastos de envío. Este tipo de protección solo es válida para determinadas compras donde no se incluyan, por ejemplo, artículos intangibles, servicios, vehículos, etc. El punto 13 de las Condiciones, de uso del servicio de PayPal informa más detalladamente sobre la protección al comprador.
Por cada transacción, PayPal cobra una comisión variable de entre el 1,9 % y el 3,4 % + 0,35 EUR al receptor del dinero.
PayPal también percibe dinero por aplicar la conversión de divisa (compuesta por una tarifa variable según "las condiciones del mercado de divisas" que suele ser de entre el 2,5 % y el 4 %). Aunque a la hora de pagar en una moneda distinta a la principal, PayPal permite que el cambio de divisa lo proporcione la entidad de la tarjeta de crédito.
Como resumen, PayPal cobra por los conceptos de:
- Cargo de una comisión al vendedor por utilizar PayPal como plataforma de cobro.

PayPal no cobra por los conceptos de:
- Realizar un pago a otra persona o empresa (el comprador no paga más que el precio fijado por el vendedor).
- Cargar dinero en la cuenta de PayPal.
- Abrir diferentes cuentas en distintas divisas siempre que sea dentro de PayPal.

Existen dos tipos de cuenta para los usuarios: Personal y de Negocios (Business).
En agosto de 2016 la empresa de pagos anunció un acuerdo con Uber por el cual se podrá utilizar esa plataforma para el pago directo de los viajes en siete países latinoamericanos: Brasil, Chile, Colombia, Costa Rica, Panamá, Perú y Uruguay.
En algunos países, la compañía ha hecho alianzas con diferentes servicios financieros locales de pago y transferencias electrónicas de dinero, para hacer retiros en moneda local o cargar dólares de manera expedita a las cuentas PayPal, como alternativa a las tarjetas de crédito, con el propósito de incluir a clientes desbancarizados o mejorar la oferta en comisiones y rapidez frente a sus competidores directos en cada país. En América Latina existen convenios en Argentina, Chile, Colombia, Costa Rica, Perú, República Dominicana y Uruguay.

## Mafia de PayPal
La Mafia de PayPal es un término que se utiliza para indicar un grupo de antiguos trabajadores y fundadores de PayPal, que posteriormente han fundado o trabajado en otras compañías tecnológicas como Tesla Motors, LinkedIn, Palantir Technologies, SpaceX, YouTube, Yelp o Yammer. La mayoría de miembros del grupo estudiaron en la Universidad Stanford o en la Universidad de Illinois en Urbana-Champaign en algún momento de sus estudios. Tres de los miembros, Peter Thiel, Elon Musk, y Reid Hoffman son conocidos multimillonarios.

## Crítica y controversias

### Multas
En octubre de 2022, The Daily Wire reportó que PayPal multaría con 2,500 dólares a los usuarios que PayPal considerase que habían promovido desinformación. El expresidente de PayPal, David A. Marcus, criticó el cambio y tuiteó que la nueva política de uso aceptable de PayPal "va en contra de todo lo que creo". Elon Musk, cofundador de PayPal, también criticó el cambio. Tras el escrutinio de los medios de comunicación y las críticas en las redes sociales, PayPal declaró que su nueva política de uso había sido publicada por error.

### Tasas de cambio de divisas
Paypal ha sido objeto de críticas y controversias por la tasa de cambio que cobra con el cambio de divisas, la cual no se acerca a la observada en el mercado, sino que manejan sus propios montos. En 2017, una demanda colectiva fue presentada en tribunales económicos canadienses en contra de PayPal, alegando cobros ocultos y sin consentimiento en las tarifas asociadas al cambiar a dólares canadienses desde cualquier otra divisa.